# 乔伊丝·库珀
乔伊丝·库珀（英語：Joyce Cooper，1909年4月18日—2002年7月22日），英国女子游泳运动员，主攻仰泳和自由泳。她曾代表英国参加1928年和1932年夏季奥林匹克运动会游泳比赛，获得一枚银牌和三枚铜牌。